# Gulögd junco
Gulögd junco (Junco phaeonotus) är en fågel i familjen amerikanska sparvar inom ordningen tättingar. Den förekommer huvudsakligen i Mexiko och Guatemala, men också in i USA i södra Arizona och sydvästra New Mexico. IUCN kategoriserar den som livskraftig.

## Kännetecken

### Utseende
Gulögd junco är en medelstor (13,5–17 cm) amerikansk sparv som liksom nära släktingen mörkögd junco (J. hyemalis) är mestadels grå och vit med vita yttre stjärtpennor. Den är framför allt mest lik geografiskt närmaste taxonet dorsalis med rostfärgad mantel, ljus strupe och tvåfärgad näbb. Den skiljer sig dock genom just gult öga, men även rostrött också på större täckare och tertialier, smutsvit istället för vit buk och beteendet, där gulögd junco går på marken till skillnad från mörkögd junco som hoppar.
Californiajunco (J. bairdi) behandlades tidigare som en del av gulögd junco. Den skiljer sig dock genom tydligt blekare fjäderdräkt med rostbeige flanker, mycket mindre svart i ansiktet och mindre storlek.

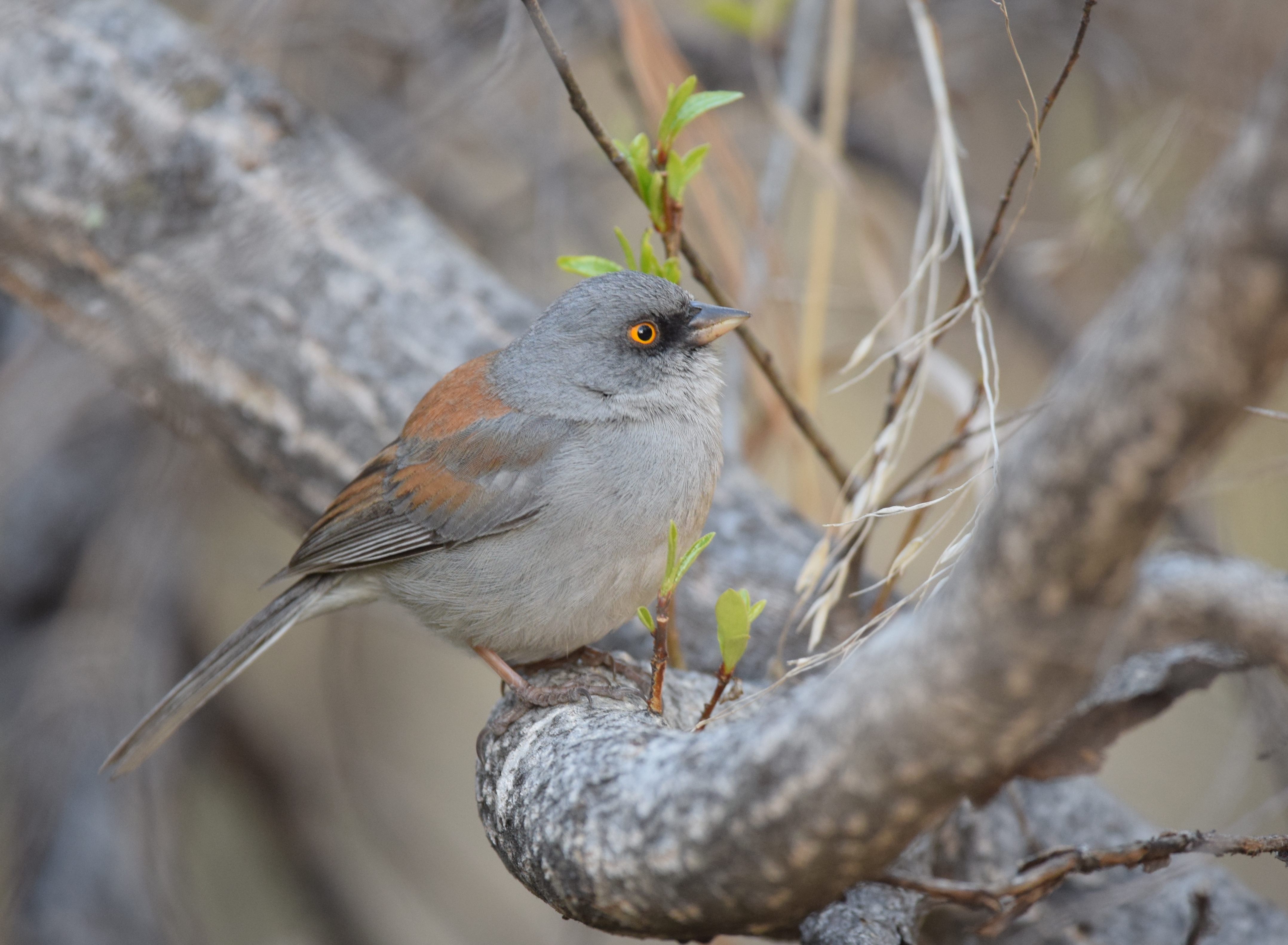

### Läten
Sången består av behagliga visslade fraser, oftast innehållande en musikalisk drill, och därmed mer varierad än mörkögda juncons sång. Lätet är något mörkare.

## Utbredning och systematik
Gulögd junco delas numera in i fyra underarter med följande utbredning:
- phaeonotus/palliatus-gruppen
  - Junco phaeonotus palliatus – förekommer i bergen i södra Arizona, sydvästra New Mexico och norra Mexiko
  - Junco phaeonotus phaeonotus – förekommer i berg i centrala och södra Mexiko (Jalisco till Hidalgo, Veracruz och Oaxaca)
- Junco phaeonotus fulvescens – förekommer i bergen i södra Mexiko (inre Chiapas)
- Junco phaeonotus alticola – förekommer i bergen i södra Mexiko (sydöstra Chiapas) och västra Guatemala

Tidigare behandlades californiajuncon (J. bairdi) som en underart till gulögd junco, men denna har nu lyfts upp som egen art. Fortfarande är det inte helt klarlagt var artgränsen går mellan gulögd junco och mörkögd junco. DNA-studier visar att gulögd junco troligen spred sig norrut först efter den senaste istiden och då dels diversifierade till mörkögd junco som i sin tur utvecklade distinkta former som idag kan sägas vara på gränsen till egna arter. Denna evolutionsprocess har skett bara de senaste 10 000 åren, vilket är mycket snabbt i fågelvärlden.

### Familjetillhörighet
Tidigare fördes de amerikanska sparvarna till familjen fältsparvar (Emberizidae) som omfattar liknande arter i Eurasien och Afrika. Flera genetiska studier visar dock att de utgör en distinkt grupp som sannolikt står närmare skogssångare (Parulidae), trupialer (Icteridae) och flera artfattiga familjer endemiska för Karibien.

## Levnadssätt
Gulögd junco hittas i bergsbelägen barrskog eller skog med tall och ek. Den ses ofta i smågrupper födosökande på marken efter insekter, vintertid även frön. Bon har hittats mellan mitten av april och början av augusti i Arizona och i maj och början av juni i sydcentrala Mexiko. Den lägger upp till tre kullar per säsong.

## Status och hot
Arten har ett stort utbredningsområde och en stor population med stabil utveckling. Internationella naturvårdsunionen IUCN kategoriserar därför arten som livskraftig (LC). Den beskrivs som vanlig eller mycket vanlig i rätt miljö i stora delar av utbredningsområdet. Beståndet uppskattas till 4,3 miljoner vuxna individer.

## Namn
Gulögda juncons vetenskapliga artnamn phaeonotus betyder "brunryggig", en latinisering av grekiskans phaios för "sotfärgad" eller "brun" och -notos för "på ryggen". Släktesnamnet Junco kom till 1831 när tysken Johann Georg Wagler beskrev släktet. Junco är spanska för tågväxter (Juncaceae), från latinet iuncus för samma växtsort.